# Formentin
Formentin – miejscowość i gmina we Francji, w regionie Normandia, w departamencie Calvados.
Według danych na rok 1990 gminę zamieszkiwało 191 osób, a gęstość zaludnienia wynosiła 32 osoby/km² (wśród 1815 gmin Dolnej Normandii Formentin plasuje się na 695. miejscu pod względem liczby ludności, natomiast pod względem powierzchni na miejscu 801.).